# Vifredo I de Barcelona

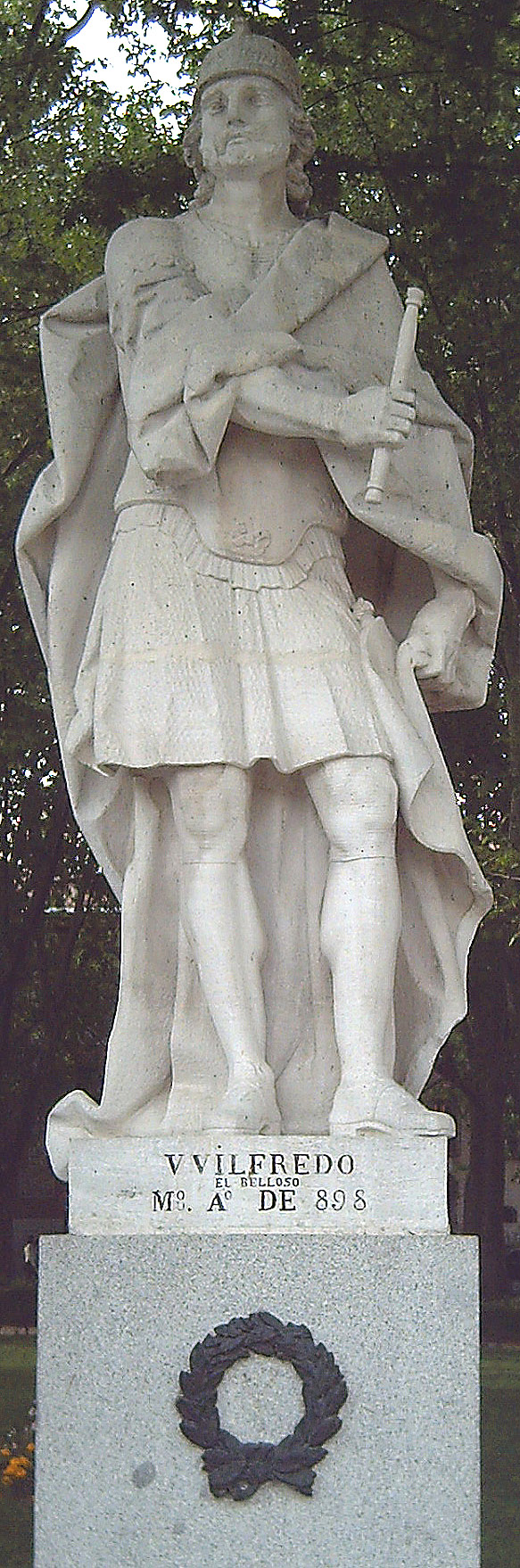
Estátua em Madrid (L.S. Carmona, 1750-53).

Vifredo I de Barcelona também conhecido como Wilfredo, Vilfredo, Guifredo ou Guilfredo e dito o Peloso  (830 — 21 de Agosto de 897) foi conde de Barcelona desde 878 até 897, ano da sua morte.

## Relações Familiares
Foi filho de Sunifredo de Narbona, conde de Barcelona, Urgel e Girona (785 — 849) e de Ermesinda de Carcassonne, filha de Rogério I de Carcassonne, conde de Carcassonne e de Adelaide de Ruergue. Casou em 877 com Guinilda de Barcelona filha de Sunifredo de Barcelona, visconde de Barcelona de quem teve:
1. Rodolfo de Barcelona, (870 ou 885 — 940), foi o 34º Bispo de Urgel de 914 a 940 e abade no Mosteiro de Santa Maria de Ripoll.
2. Vifredo II Borrell  (874 - 911), conde de Barcelona (860 — 911) casado com Gersende de Toulouse.
3. Suniário I, (890 - 15 de Outubro de 950) conde de Barcelona, Ausone e Girona, casado por duas vezes, a 1ª com Aimildis de Gevaudan e a 2ª com Riquilda de Ruergue (905 - 955) filha de Ermengol I de Roergue e de Adelaida.
4. Sunifredo II de urgel (c. 880 - 948), conde de Urgel (870 — 948) casado com Adelaide de Ruergue (880 -?), filha de Armengol de Ruergue e Tolosa.
5. Gunilda de Barcelona (c. 870 — 923 ou 926) casada com Raimundo II de Tolosa e Ruergue (870 - 923), conde de Tolosa e de Ruergue.
6. Miro II de Cerdanha (c. 878 – 927), conde de Barcelona, Berga e Besalú casado com Casou com Ava de Ribagorça (c. - 962), filha de Raimundo II de Ribagorça, conde de Ribagorça
7. Ema de Barcelona (880 - 942) abadessa no Mosteiro de São João das Abadessas.
8. Ermesinda de Barcelona (? — 925)
9. Cixilona de Barcelona (?- 945), abadessa do Mosteiro de Santa Maria do Caminho, fundado por sua irmã Emma.
10. Riquilda de Barcelona.